# Колокольчик ардонский
Колоко́льчик ардо́нский (лат. Campanula ardonensis) — травянистое многолетнее растение семейства Колокольчиковые (Campanulaceae), эндемик Кавказа. Редкий вид, сокращающийся в численности, занесён в Красную книгу России.

## Ботаническое описание

### Морфология
Многолетнее травянистое растение с толстым, ветвистым, многоглавым корневищем. Надземная часть почти голая или совершенно лишена опушения. Стебли высотой 10—20 см, тонкие, одноцветковые. Основания стеблей густо покрыты остатками черешков отмерших листьев.
Прикорневые листья узколинейные, с расставленно-пильчатым краем, основание оттянуто в узкий нитевидный черешок. Стеблевые листья очень узкие.
Цветёт в мае—июне. Цветки с тёмно-синим узкоколокольчатым венчиком длиной 1,5—2 см, примерно до половины разделённым на лопасти. Чашечка с узколинейными, заострёнными, почти шиловидными зубцами. Столбик не выходит за пределы венчика.
Плод — полушаровидно-коническая коробочка с продолговатыми бледно-бурыми семенами.
Размножается колокольчик ардонский семенами и вегетативно.

### Распространение
Колокольчик ардонский произрастает только на территории России, в Северной Осетии. Ареал его ограничен долинами реки Ардон (отсюда видовое название растения) и её притоков в области Бокового и Главного хребтов с сопредельными участками Садоно-Унальской и Зарамагской котловин.
Растёт на скалах от среднегорного лесного до субальпийского пояса (900—2900 метров над уровнем моря).
Вид сокращается в численности в основном из-за антропогенного влияния. Большой ущерб популяции был нанесён при строительстве Транскавказской автомагистрали и Зарамагского каскада ГЭС.